# Валькер, Эберхард Фридрих
Эберхард Фридрих Валькер (нем. Eberhard Friedrich Walcker; 3 июля 1794, Канштатт, Вюртемберг, Священная Римская империя — 2 октября 1872, Людвигсбург, Королевство Вюртемберг, Германская империя) — немецкий мастер в области органостроения, возглавлял органостроительное предприятие «E. F. Walcker & Cie.», которое в период его деятельности приобрело высокую репутацию в Европе и Российской империи и стало одним из самых известных среди органостроительных компаний во всём мире.

## Биография
Э. Ф. Валькер родился в семье органного строителя Иоганна Эберхарда Валькера в семье потомственных мастеров, занимавшихся созданием различных клавишных и духовых музыкальных инструментов. Именно его отец Иоганн Валькер, пожалуй, на тот момент мог считаться самым известным и титулованным строителем органов из всех остальных членов семьи. Он основал мастерскую в 1780 году в Канштатте и стал получать крупные заказы от немецких церквей. В 1820 году фирма была перенесена в Людвигсбург, где оставалась долгие годы. Эберхард Фридрих Валькер, по мнению многих европейских исследователей органостроительного искусства, может по праву считаться одним из наиболее выдающихся органостроителей Европы XIX столетия. Он усовершенствовал принцип органной игры путём улучшения в области техники и тональностей, в частности, путём улучшения структуры конусной части органа.
Он долго обучался в мастерской у отца Иоганна Эберхарда, пока, после переезда семьи на новое место жительства в Людвигсбург, не открыл свою собственную мастерскую в 1821 году. В 1854 году она получила название «E. F. Walcker & Cie.», которая вскоре стала получать важные заказы на строительство органов по всей Германии, в большем размере, чем мастерская отца. Его первая самостоятельная работа — строительство органа в церкви Святого Павла во Франкфурте-на-Майне — была завершена в 1833 году. В области строительной техники и успешного применения новых приёмов по улучшению тональности игры этот орган вскоре получил международное признание.
Инновации эпохального значения, которые применялись Валькером в строительстве органа, были связаны с совершенствованием конуса органа путём его расширения, а в целом применял те приёмы и механизмы в своей работе, которые были характерны для романтической концепции органного звучания, ориентируясь на разработки известного в Германии органиста и теоретика музыки Георга Йозефа Фоглера. Э. Ф. Валькер руководил строительством первого крупного органа с 32 регистрами, который по качеству звука и басу был признан одним из лучших образцов.
Другой известный органостроитель, Карл Готлиб Виле, поступил к Эберхарду Валькеру учеником в 1826 году. Впоследствии он выступал в роли помощника при строительстве всех крупных европейских органов, в котором принимала участие фирма Валькера. В том числе он работал вместе с учителем Э. Ф. Валькером при строительстве коллегиального церковного органа в Штутгарте с 1837 по 1845 год. В 1845 году Виле начал собственную предпринимательскую деятельность, открыв мастерскую в Штутгарте, продолжая дело своего предка, органного строителя Фредерика Виле. В 1864 году Иоганн Непомук Кун, работавший плодотворно с Валькером в качестве подмастерья, также принял решение отделиться и вскоре в Маннендорфе с другим сотрудником кампании Валькера основал немецкую органостроительную фирму Куна.

## Органы
Некоторые известные органы, построенные фирмой «E. F. Walcker & Cie.» при участии Ф. Э. Валькера:
- 1833: Для церкви Святого Павла во Франкфурте-на-Майне (III, P+P, 74 регистра).
- 1839: Для церкви в Штутгарте (IV мануала, 74 регистра).
- 1839: Для лютеранской церкви Святых Петра и Павла в Санкт-Петербурге (III мануала, 63 регистра); одна из наиболее известных построек Валькера и его учеников; был создан по образцу органа для церкви во Франкфурте-на-Майне. Известно, что музыкой этого органа любил наслаждаться Пётр Ильич Чайковский.
- 1846: Для евангелической церкви в Хоффенхайме (II мануала, 25 регистров), яркий памятник раннего музыкального романтизма в органостроительной традиции.
- 1847: Для церкви Святого Килиана в Хайльбронне (III мануала, 50 регистров), разрушен в ходе налёта люфтваффе на город в 1944 году.
- 1848: Для церкви Святого Варфоломея в Маркгрёнингене (II мануала, 33 регистра).
- 1854: Для церкви Святых Петра и Павла в Нойхаузене-ауф-ден-Фильдерне, 2 мануала, 32 регистра.
- 1855: Для хоральной синагоги в Мангейме, 2 мануала, 32 регистра; первый орган в истории баден-вюртемберг синагог.
- 1855: Для кафедрального собора в Загребе, 3 мануала, 52 регистра.
- 1857: Для Ульмского собора, 4 мануала, 2 педала, 100 регистров; одна из самых крупных построек фирмы; был достроен в 1885 году.
- 1857: Для Франкфуртского собора, 3 мануала, 53 регистра.
- 1859: Для Франкфуртской синагоги, 2 мануала, 37 регистров; был сожжён во время погрома Хрустальной ночи.
- 1863: Для главной лютеранской церкви Висбадена, 3 мануала ,53 регистра.
- 1863: Для Бостонского Мюзик-холла, 4 мануала, 89 регистров; одна из наиболее классических работ предприятия, своего рода «визитная карточка» этой органостроительной фирмы.
- 1865: Для храма Сент-Этьен в Мюльхаузене, 3 мануала, 62 регистра.
- 1869: Для храма Святой Маргариты в Вальдкирхе, 2 мануала, 26 регистров; был реставрирован дважды: в 1973 и 2003 годы.
- 1872: Для замковой церкви (Schlosskirche) в Бад-Дюрхейме, 2 мануала, 23 регистра.